# Assemblée territoriale de Nouvelle-Calédonie
Pour les articles homonymes, voir Assemblée territoriale.
L’Assemblée territoriale de Nouvelle-Calédonie est une institution créée par la loi-cadre Defferre du 23 juin 1956 (décret d'application du 22 juillet 1957) en remplacement du Conseil général de Nouvelle-Calédonie. La création de cette institution avait pour but d'accompagner les territoires à décoloniser (notamment en Afrique) vers l'indépendance. Il a été remplacé en 1985 par le Congrès du Territoire, puis en 1999 par le Congrès de la Nouvelle-Calédonie.

## Mode d'élection et rôle
L'assemblée est élue au suffrage universelle à la proportionnelle de liste dans quatre circonscriptions électorales pour un mandat maximum de cinq ans. Elle remplace le conseil général. Elle légifère par des délibérations pour tous les domaines de la compétence du TOM, ou dans le cadre de l'application de certaines lois et décrets nationaux selon le régime de spécialité législative. 
Les quatre circonscriptions d'élections sont :
- 1re circonscription (Sud) : Nouméa, Dumbéa, Mont-Dore, Île des Pins et Yaté,
- 2e circonscription (Ouest) : Belep, Poum, Ouégoa, Koumac, Kaala-Gomen, Voh, Koné, Pouembout, Poya, Bourail, Moindou, La Foa, Farino, Sarraméa, Boulouparis et Païta,
- 3e circonscription (Est) : Pouébo, Hienghène, Touho, Poindimié, Ponérihouen, Houaïlou, Canala et Thio,
- 4e circonscription (Îles Loyauté) : Lifou, Maré et Ouvéa.

Elle élit un conseil de gouvernement de six à huit « ministres » jusqu'en 1964, de cinq membres de 1964 à 1977 puis de sept conseillers de 1977 à 1984. La présidence de ce conseil de gouvernement est exercée par le « chef du territoire », à savoir le gouverneur (puis Haut-commissaire, délégué du gouvernement) nommé par l'État français. Tous les conseillers territoriaux élus au sein de ce conseil de gouvernement doivent opter pour l'une de ces deux fonctions à partir de 1964 (auparavant, le cumul était légalement possible mais, dans la pratique, seul le vice-président conservait son siège à l'Assemblée territoriale). À partir de 1984, l'Assemblée territoriale élit le président du nouveau gouvernement du territoire.

## Histoire

### Précurseurs
Un Conseil général est créé par le décret du 2 avril 1885. D'accord composé de 19 membres élus sur 9 circonscriptions, il l'est ensuite de 15 élus dans une circonscription unique. À la suite du ralliement à la France libre en 1940, ce Conseil général est supprimé par l'ordonnance du Général de Gaulle du 10 décembre 1940 et remplacé par un Conseil d'administration nommé. Le décret d'Alger du 5 juillet 1944 rétablit le Conseil général, dont les modalités de fonctionnement sont fixées par un arrêté du gouverneur du 1er décembre 1944, approuvé par le décret du 23 avril 1945. Le loi du 26 juillet 1957 remplace le Conseil général par une Assemblée territoriale de 30 membres élus pour cinq ans.

### Le règne de l'UC
Les premières élections ont lieu le 6 octobre 1957. L'Union calédonienne obtient 18 des 30 sièges à pourvoir. Armand Ohlen prend la présidence de l'assemblée et Maurice Lenormand devient vice-président du conseil de gouvernement de l'archipel.
Sous la pression de manifestations violentes à partir du 18 juin 1958, le Haut-commissaire Grimald suspend le conseil de gouvernement et convoque de nouvelles élections le 7 décembre 1958. L'UC remporte de nouveau 18 sièges contre 11 au récent Rassemblement calédonien d'Henri Lafleur.
Le 17 décembre l'Assemblée est appelée à s'exprimer sur l'avenir du territoire, les choix qui se présentent sont :
- Département d'outre-mer
- Territoire d'outre-mer avec les dispositions de la loi-cadre du 23 juin 1956
- État indépendant, membre de la communauté française

L'assemblée opte pour le maintien du statut de Territoire d'outre-mer. Toutefois les promesses du ministre de la France d'outre-mer Bernard Cornut-Gentille sont vite oubliées, et les pouvoirs du conseil de gouvernement sont rapidement grignotés. Pourtant l'UC résiste et continue à accumuler les victoires électorales, conservant la majorité absolue à l'Assemblée territoriale jusqu'en 1972.

### La «centralisation» gaullienne
Par la suite, une « centralisation » est opérée par l'État. Tout particulièrement, la loi statutaire du 23 décembre 1963 dite « loi Jacquinot » (du nom du ministre des DOM-TOM de l'époque, Louis Jacquinot) enlève tout pouvoir réel au conseil du gouvernement en le réduisant à un simple rôle consultatif aux côtés du gouverneur, reconnu comme « chef du Territoire » et qui le préside, ou en supprimant la charge de « vice-président du conseil du gouvernement » (qui était de fait, depuis 1957, le chef de l'exécutif local) et les attributions individuelles de ses membres, qui perdent leur titre de ministre. 
Une autre loi, datée du 30 décembre 1965, transfère la compétence de l'enseignement secondaire à l'État. Les lois Billotte de 1969, très contestées, notamment par l'Union calédonienne qui réclame leurs abrogations, reste l'intégration dans les compétences de l'État des questions minières, tandis que la généralisation sur l'ensemble du territoire de la municipalisation est perçue par les défenseurs de revendications identitaires mélanésiennes comme une substitution à l'organisation en tribus.

### La succession des statuts
Face à la montée des revendications en faveur d'une « autonomie interne » puis de l'indépendance, des nouveaux statuts donnant plus de pouvoirs à l'Assemblée territoriale et à la classe politique locale sont décidés. 
La loi n° 76-1222 du 28 décembre 1976 relative à l'organisation de la Nouvelle-Calédonie et Dépendances tout d'abord ne modifie pas le mode de scrutin ni la composition de l'Assemblée territoriale, mais donne une très large autonomie au Territoire (ce qui a tendance encore une fois à affaiblir l'UC, ou tout du moins sa vieille garde autonomiste : une grande partie de ses revendications semblent alors exaucées, et cela sans qu'elle puisse s'en prévaloir puisque l'essentiel des négociations ayant amené à la réforme ont été menées par les élus de droite, dont surtout Jacques Lafleur). La compétence territoriale devenant de droit commun, les compétences de l'État sont limitées aux domaines traditionnels de la souveraineté : relations extérieures, défense, communications extérieures, monnaie, crédits, commerce extérieur, justice, droit civil et pénal, domaine public, fonction publique d'État, enseignement secondaire et supérieur et recherche. De fait, la loi Billotte de 1969 (qui confiait à l'État les questions minières) et la loi Jacquinot de 1963 (qui supprimait la fonction de vice-président du conseil de gouvernement et transformait ce dernier en simple organe consultatif du gouverneur) sont abrogées. 
Le gouverneur devient « Haut-commissaire de la République », garde la présidence officielle du conseil de gouvernement mais n'y a plus aucun droit de vote tandis que le vice-président, fonction qui avait déjà existé de 1957 à 1963, redevient le véritable chef politique de l'exécutif local. D'assistant du gouverneur, le conseil de gouvernement devient un organe délibérant et pleinement responsable devant l'Assemblée territoriale (qui peut le destituer par une motion de censure), chargé de préparer les projets de délibération de cette dernière et de les exécuter, d'administrer les intérêts du Territoire et d'animer et de contrôler l'activité des services territoriaux. Le nombre de conseillers de gouvernement passe de cinq à sept (dont le vice-président qu'ils élisent en leur sein), toujours désignés à la proportionnelle par l'Assemblée territoriale.
La loi du 24 mai 1979 a modifié la loi du 10 décembre 1952 et ses précédents amendements des 26 juillet 1957 et 27 octobre 1966, portant sur l'élection de l'Assemblée territoriale et du Conseil de gouvernement. Comme précédemment, ce scrutin a lieu au suffrage universel direct, pour un mandat de cinq ans à la proportionnelle de liste. Le nombre de sièges passe de 35 à 36, toujours répartis en quatre circonscriptions (sud, est, ouest, îles). Un seuil électoral de 7,5 % des inscrits d'une circonscription est fixé pour qu'une liste obtienne au moins un élu, tandis que celles qui récoltent moins de 5 % des suffrages exprimés n'ont droit ni à la restitution du cautionnement versé ni au remboursement des dépenses de propagande prévues.  Le conseil de gouvernement n'est plus élu à la proportionnelle mais au scrutin majoritaire par l'Assemblée (la liste arrivée en tête rafle l'ensemble des sièges). Ces mesures sont prises afin de limiter l'éclatement de l'offre politique et donc l'instabilité. Désormais, l'offre politique est répartie entre partisans de la séparation avec la France, réunis dans le Front indépendantiste (FI) de Jean-Marie Tjibaou, et les opposants à tout accès à la pleine souveraineté, regroupés dans le Rassemblement pour la Calédonie dans la République (RPCR) de Jacques Lafleur. Un parti charnière, centriste et autonomiste, la Fédération pour une nouvelle société calédonienne (FNSC) de Jean-Pierre Aïfa, tente d'exister entre les deux.  
Le statut dit « Lemoine » (du nom du secrétaire d'État), mis en place par la loi du 6 septembre 1984, confère une autonomie encore plus grande, la compétence du Territoire, de droit commun, n'excluant que les fonctions dites « régaliennes », les principes directeurs du droit du travail, l'enseignement du second cycle du second degré, l'enseignement supérieur et la communication audio-visuelle. Le conseil de gouvernement est transformé en gouvernement du Territoire dont le président n'est plus le Haut-commissaire mais est élu par l'Assemblée territoriale, tandis que les membres de l'exécutif, nommés par ce président et qui prennent le titre de « ministres », retrouvent des compétences individuelles, ce qui n'avait plus été le cas depuis l'abrogation du statut de la loi-cadre Defferre en 1963. Ce statut est fortement contesté par les deux camps antagonistes de la scène politique locale. Le RPCR, quoique dans l'ensemble favorable à un certain degré d'autonomie, le rejette car il semble pour lui ouvrir la porte à une possible séparation de la République française. De son côté, le FI conteste l'échéance du référendum d'autodétermination (fixée à 5 ans maximum à partir de l'application de la loi) et le fait que la question du corps électoral soit discutable (est créé un comité État-Territoire avec notamment pour rôle de préparer les conditions dans lesquelles sera exercé le droit à l'autodétermination, alors que les indépendantistes considèrent que leurs revendications en la matière sont non négociables). Cela aboutit à un éclatement des tensions, le FI se transformant en Front de libération nationale kanak et socialiste (FLNKS), décidant de boycotter les institutions et d'arriver à l'indépendance par la lutte en se dotant d'un Gouvernement provisoire de Kanaky (GPK). C'est le début des « Évènements », période d'affrontements violents entre partisans et opposants à l'indépendance entre 1984 et 1988. 
Pour tenter de remédier à la situation, l'État, en la personne de son Premier ministre Laurent Fabius et de son secrétaire d'État chargé de la Nouvelle-Calédonie, Edgard Pisani élaborent un nouveau statut transitoire qui prend le nom des deux hommes. Voté par le Parlement le 23 août 1985, il accorde davantage d'autonomie à la Nouvelle-Calédonie, avec surtout la création de quatre Régions (Nord, Centre, Sud et Îles) disposant chacune d'un conseil élu au suffrage universel à la proportionnelle de liste, la réunion de ces quatre conseils formant le Congrès du Territoire qui remplace l'Assemblée territoriale de Nouvelle-Calédonie. L'exécutif appartient toujours au Haut-commissaire toutefois secondé par un Conseil exécutif dirigé par le président du Congrès et composé des 4 présidents de Région. Il est créé également dans chaque région un conseil consultatif coutumier, dont la réunion forme le conseil coutumier territorial. L'Assemblée territoriale est donc dissoute neuf mois après sa précédente élection, et les premières « élections régionales » sont fixées pour le 29 septembre 1985.

## Direction

### Liste des présidents
Le président de l'Assemblée territoriale était élu, avec l'ensemble du bureau, pour un mandat d'un an par ses confrères. Se sont succédé à ce poste :
1. 21 octobre 1957 - 8 novembre 1960 : Armand Ohlen (UC, Sud, Conseiller de la République, ou sénateur, IOM jusqu'en 1959, 1re fois)
2. 8 novembre 1960 - 5 septembre 1961 : René Hénin (Rassemblement calédonien gaulliste, Ouest)
3. 5 septembre 1961 - 6 octobre 1966 : Antoine Griscelli (UC, Est jusqu'en 1962 puis Sud)
4. 6 octobre 1966 - 29 septembre 1970 : Armand Ohlen (UC, Sud, 2e fois)
5. 29 septembre 1970 - 10 septembre 1972 : Jean Lèques (UC jusqu'en 1971 puis MLC, Sud, 1re fois)
6. 26 septembre 1972 - 30 octobre 1973 : Michel Kauma (EDS, Sud)
7. 30 octobre 1973 - 30 septembre 1975 : Yann Céléné Uregeï (Union multiraciale puis FULK, Îles)
8. 30 septembre 1975 - 5 octobre 1976 : Dick Ukeiwé (UD, Sud, 1re fois)
9. 5 octobre 1976 - 11 septembre 1977 : Rock Pidjot (UC, Sud, député RCDS)
10. 27 septembre 1977 - 23 novembre 1978 : Dick Ukeiwé (RPC puis RPR-NC jusqu'en 1978 puis RPCR, Îles, 2e fois)
11. 23 novembre 1978 - 23 avril 1980 : Jean-Pierre Aïfa (UNC jusqu'en 1979 puis FNSC, Ouest, maire de Bourail, 1re fois)
12. 23 avril 1980 - 26 mai 1981 : Jean Lèques (RPCR, Sud, 2e fois)
13. 26 mai 1981 - 21 avril 1982 : Jean-Pierre Aïfa (FNSC, Ouest, maire de Bourail, 2e fois)
14. 21 avril 1982 - 26 avril 1983 : Jean Lèques (RPCR, Sud, 3e fois)
15. 26 avril 1983 - 18 novembre 1984 : Jean-Pierre Aïfa (FNSC, Ouest, maire de Bourail, 3e fois)
16. 22 novembre 1984 - 29 septembre 1985 : Jean Lèques (RPCR, Sud, 4e fois)

### Liste des présidents de la Commission permanente
Élue elle aussi chaque année en son sein et à la représentation proportionnelle des groupes d'élus, à partir de listes constituées par ceux-ci, elle siège en dehors des sessions de l'Assemblée territoriale afin de voter certains textes règlementaires (délibérations) dans des domaines délégués par l'institution. Elle ne peut pas voter le budget. Ses présidents ont été :
1. 24 novembre 1957 - 9 septembre 1959 : Michel Kauma (UC-UICALO, Îles)
2. 9 septembre 1959 - 6 janvier 1961 : Antoine Griscelli (UC, Est)
3. 6 janvier 1961 - 15 avril 1962 : Claude Parazols (Rassemblement calédonien, Sud)
4. 29 juin 1962 - 21 mars 1967 : Lucien Allard (UC, Ouest, maire de Koné)
5. 21 mars 1967 - 28 décembre 1971 : Georges Nagle (UC jusqu'en 1971 puis MLC, Ouest, maire de Poya)
6. 28 décembre 1971 - 10 septembre 1972 : René Hénin (UD, Ouest)
7. 25 janvier 1973 - 25 mars 1976 : Dick Ukeiwé (UD, Sud)
8. 25 mars 1976 - 24 février 1977 : Claude Fournier (MPC jusqu'en 1976 puis PSC, Sud)
9. 24 février 1977 - 11 septembre 1977 : Gabriel Païta (UC, Ouest, 1re fois)
10. 13 février 1978 - 24 avril 1980 : Max Frouin (MLC jusqu'en 1978 puis RPCR, Sud, 1re fois)
11. 24 avril 1980 - 27 mai 1981 : Gérald Meyer (FNSC, Sud)
12. 27 mai 1981 - 10 août 1982 : Max Frouin (RPCR, Sud, 2e fois)
13. 10 août 1982 - 18 novembre 1984 : Gabriel Païta (FI-UC jusqu'en 1984 puis divers indépendantiste, Ouest, 2e fois)
14. 17 décembre 1984 - 29 septembre 1985 : Albert Etuvé (RPCR, Sud)

## Administration (secrétaires généraux)
1. 1957 - 6 juillet 1979 : Albert Etuvé
2. 23 juillet 1979 - 29 septembre 1985 : Claude Fournier

## Composition

### Premier mandat(1957-1958)
Au début du mandat (21 octobre 1957) 30 sièges :
Majorité UC-ROC : 19 sièges sur 30. 
- UC : 18 élus (dont 6 UICALO et 4 AICLF) issus de quatre listes :
  - Sud (3/10) : Jean Le Borgne, Armand Ohlen (président de l'Assemblée, Conseiller de la République IOM), Rock Pidjot (président du parti et de l'UICALO, chef de La Conception au Mont-Dore)
  - Ouest (6/8) : Lucien Allard, Émile Charlet, Raymond Clavier, Maurice Lenormand (député IOM), Gabriel Païta (UICALO), Théophile Wakolo Pouyé (AICLF)
  - Est (6/7) : Évenor de Greslan, Antoine Griscelli, Kiolet Néa Galet (AICLF, chef de Ouanache à Touho), Émile Wénou Néchero (UICALO), Jonas Hiaboués Pagoubealo (UICALO), Doui Matayo Wetta (président de l'AICLF)
  - Îles (3/5) : Paul Jewine Katrei (UICALO, grand-chef de Medu sur Maré), Michel Kauma (UICALO, chef de Banoutr et Ouloup sur Ouvéa), Dick Ukeiwé (AICLF)
- Fédération autonome des républicains sociaux (FARS) : 7 élus issus de quatre listes :
  - Sud (3/10) : Edmond Caillard, Georges Chatenay, Thomas Hagen
  - Ouest (1/8) : René Hénin
  - Est (1/7) : Bernard Brou
  - Îles (2/5) : Henri Naisseline (grand-chef de Guahma sur Maré), Pascal Sihazé (grand-chef du Wet sur Lifou)
- Indépendants : 3 élus (3/10 du Sud) - Georges Dubois, Henri Lafleur (ancien Conseiller de la République RI de 1947 à 1955), Albert Satragne
- Groupement des paysans calédoniens (GPC) : 1 élu (1/8 de l'Ouest) : Marcel Bordes
- Rassemblement ouvrier calédonien (ROC) : 1 élu (1/10 du Sud) : Gabriel Mussot

À la dissolution (30 octobre 1958) : 30 sièges (les nouveaux venus sont indiqués en gras)
Majorité UC-UR : 19 sièges sur 30. 
- UC : 18 membres (dont 6 UICALO et 4 AICLF) :
  - Sud (3/10) : Luc Chevalier (a remplacé Jean Le Borgne, nommé ministre), Gope Laguisse Iekawé (AICLF, a remplacé Rock Pidjot, nommé ministre), Armand Ohlen (Conseiller de la République IOM)
  - Ouest (6/8) : Lucien Allard, Émile Charlet, Raymond Clavier, Maurice Lenormand (vice-président du conseil de gouvernement, député IOM), Gabriel Païta (UICALO), Théophile Wakolo Pouyé (AICLF)
  - Est (6/7) : Pierre Atéa (UICALO, a remplacé Doui Matayo Wetta nommé ministre), Évenor de Greslan, Antoine Griscelli, Kiolet Néa Galet (AICLF, chef de Ouanache à Touho), Émile Wénou Néchero (UICALO), Jonas Hiaboués Pagoubealo (UICALO)
  - Îles (3/5) : Paul Jewine Katrei (UICALO, grand-chef de Medu sur Maré), Michel Kauma (UICALO, président de la Commission permanente, chef de Banoutr et Ouloup sur Ouvéa), Dick Ukeiwé (AICLF)
- Rassemblement calédonien (Rascal) : 11 élus (dont 7 gaullistes, 3 indépendants et 1 agrarien) :
  - Sud (6/10) : Edmond Caillard (gaulliste), Georges Chatenay (gaulliste), Georges Dubois (indépendant), Thomas Hagen (gaulliste), Henri Lafleur (indépendant, ancien Conseiller de la République RI de 1947 à 1955), Albert Satragne (indépendant)
  - Ouest (2/8) : Marcel Bordes (agrarien), René Hénin (gaulliste)
  - Est (1/7) : Bernard Brou (gaulliste)
  - Îles (2/5) : Henri Naisseline ((gaulliste, grand-chef de Guahma sur Maré), Pascal Sihazé ((gaulliste, grand-chef du Wet sur Lifou)
- Union républicaine (UR) : 1 élu ex-ROC (1/10 du Sud) : Gabriel Mussot

### Deuxième mandat(1958-1959)
Au début du mandat (17 décembre 1958) 30 sièges :
Majorité UC-UR : 19 sièges sur 30. 
- UC : 18 élus (dont 7 UICALO et 4 AICLF) issus de quatre listes :
  - Sud (3/10) : Armand Ohlen (président sortant de l'Assemblée, Conseiller de la République IOM), Rock Pidjot (ministre sortant, président du parti et l'UICALO, chef de La Conception au Mont-Dore), Jean Le Borgne (ministre sortant)
  - Ouest (5/8) : Maurice Lenormand (vice-président du conseil de gouvernement sortant, député IOM), Georges Nagle, Théophile Wakolo Pouyé (AICLF), Gabriel Païta (UICALO), Lucien Allard
  - Est (6/7) : René Leroy, Kiolet Néa Galet (AICLF, chef de Ouanache à Touho), Émile Wénou Néchero (UICALO), Toutou Tiapi Pimbé (AICLF, chef de Tibarama à Poindimié), Austien Dalap Touyada (UICALO), Antoine Griscelli
  - Îles (4/5) : Michel Kauma (UICALO, président sortant de la commission permanente, chef de Banoutr et Ouloup sur Ouvéa), Dick Ukeiwé (AICLF), Pierre Issamatro (UICALO, chef de Nathalo sur Lifou), Paul Jewine Katrei (UICALO, grand-chef de Medu sur Maré)
- Rascal : 11 élus issus de quatre listes :
  - Sud (6/10) : Henri Lafleur (indépendant, ancien Conseiller de la République RI de 1947 à 1955), Georges Chatenay (gaulliste), Albert Rapadzi (indépendant, président de la commission municipale de Thio), Bernard Brou (gaulliste), Claude Parazols (indépendant), Edmond Caillard (gaulliste)
  - Ouest (3/8) : René Hénin (gaulliste), Marcel Bordes (agrarien), Louis Goyetche (gaulliste)
  - Est (1/7) : Thomas Hagen (gaulliste)
  - Îles (1/5) : Henri Naisseline ((gaulliste, grand-chef de Guahma sur Maré)
- Union républicaine (UR) : 1 élu (1/10 du Sud) : Gabriel Mussot

À la dissolution (9 mars 1962) : 30 sièges (les nouveaux venus sont indiqués en gras)
Majorité UC-UR : 17 siège sur 30.
- UC : 16 élus (dont 6 UICALO et 3 AACL) :
  - Sud (3/10) : Armand Ohlen (ancien Conseiller de la République IOM de 1955 à 1959), Évenor de Greslan (a remplacé Rock Pidjot, nommé ministre), Gope Laguisse Iekawé (AACL, a remplacé Jean Le Borgne, nommé ministre)
  - Ouest (5/8) : Maurice Lenormand (député RPCD), Georges Nagle (maire de Poya), Théophile Wakolo Pouyé (AACL), Gabriel Païta (UICALO), Lucien Allard (maire de Koné)
  - Est (5/7) : René Leroy, Émile Wénou Néchero (UICALO, maire de Canala), Austien Dalap Touyada (UICALO, maire de Pouébo), Antoine Griscelli, M. Cidopua (UICALO, grand-chef de Wagap à Poindimié, a remplacé Toutou Tiapi Pimbé, décédé en 1961)
  - Îles (3/5) : Pierre Issamatro (UICALO, chef de Nathalo sur Lifou), Paul Jewine Katrei (UICALO, grand-chef de Medu sur Maré), Wandrerine Wainebengo (AACL, a remplacé Dick Ukeiwé, démissionnaire en 1961)
- UNR : 7 élus : 
  - Sud (3/10) : Georges Chatenay (président de l'UNR), Bernard Brou, Edmond Caillard
  - Ouest (2/8) : René Hénin, Louis Goyetche
  - Est (1/7) : Thomas Hagen
  - Îles (1/5) : Henri Naisseline (grand-chef de Guahma sur Maré)
- Rascal : 4 élus :
  - Sud (3/10) : Albert Rapadzi (maire de Thio), Claude Parazols (président de la commission permanente), Roger Pêne (a remplacé Henri Lafleur, élu sénateur en 1959)
  - Ouest (1/8) : Marcel Bordes (maire de Bourail)
- AICLF et autre ex-UC kanak : 2 élus : 
  - Est (1/7) : Kiolet Néa Galet (AICLF, chef de Ouanache à Touho)
  - Îles (1/5) : Michel Kauma (ex-UICALO, vice-président du conseil de gouvernement, chef de Banoutr et Ouloup sur Ouvéa)
- UR : 1 élu (1/10 du Sud) : Gabriel Mussot

### Troisième mandat(1962-1967)
Au début du mandat (25 avril 1962) 30 sièges :
Majorité UC : 18 sièges sur 30.
- UC : 18 élus (dont 5 UICALO et 4 AACL) :
  - Sud (6/10) : Rock Pidjot (ministre sortant, président du parti et l'UICALO, chef de La Conception au Mont-Dore), Armand Ohlen (ancien Conseiller de la République IOM), Antoine Griscelli (président sortant de l'Assemblée territoriale), Évenor de Greslan, Luc Chevalier, Kamandji Ouamambare (UICALO)
  - Ouest (5/8) : Maurice Lenormand (député RPCD), Gabriel Païta (UICALO), Georges Nagle (maire de Poya), Lucien Allard (maire de Koné), Gaston Belouma (AACL)
  - Est (4/7) : Michel Devillers (maire de Poindimié), Théophile Wakolo Pouyé (AACL), Émile Wénou Néchero (UICALO, maire de Canala), Guy Leroy
  - Îles (3/5) : Paul Jewine Katrei (UICALO, grand-chef de Medu sur Maré), Gope Laguisse Iekawé (AACL), Fleury Trongadjo (AACL, chef de Ouassadieu sur Ouvéa)
- Entente (UNR et ex-UC) : 9 élus (dont 5 UNR, 3 AICLF et 1 ex-UICALO) :  
  - Sud (2/10) : Georges Chatenay (président de l'UNR), Thomas Hagen (UNR)
  - Ouest (2/8) : René Hénin (UNR), Edmond Nékiriaï (AICLF)
  - Est (3/7) : Doui Matayo Wetta (président de l'AICLF, maire de Ponérihouen), Bernard Brou (UNR), Kiolet Néa Galet (AICLF, chef de Ouanache à Touho)
  - Îles (2/5) : Michel Kauma (ex-UICALO, vice-président du conseil de gouvernement sortant, chef de Banoutr et Ouloup sur Ouvéa), Henri Naisseline (UNR, grand-chef de Guahma sur Maré)
- Rascal : 3 élus :
  - Sud (2/10) : Henri Lafleur (président du Rascal, sénateur RI), Albert Rapadzi (maire de Thio)
  - Ouest (1/8) : Marcel Bordes (maire de Bourail)

À la suite de l'élection partielle du 4 novembre 1962 dans la circonscription Sud : 29 sièges (1 vacant dans l'Ouest)
Majorité UC : 16 sièges sur 29.
- UC : 16 élus (dont 4 UICALO et 3 AACL) et 1 vacant :
  - Sud (5/10) : Rock Pidjot (vice-président du conseil de gouvernement sortant, président du parti et l'UICALO, chef de La Conception au Mont-Dore), Armand Ohlen (ancien Conseiller de la République IOM), Antoine Griscelli (président sortant de l'Assemblée territoriale), Évenor de Greslan, Luc Chevalier
  - Ouest (4/8, 1 vacant) : Maurice Lenormand (député RPCD), Gabriel Païta (UICALO), Georges Nagle (maire de Poya), Lucien Allard (président de la commission permanente, maire de Koné)
  - Est (4/7) : Michel Devillers (maire de Poindimié), Théophile Wakolo Pouyé (AACL), Émile Wénou Néchero (UICALO, maire de Canala), Guy Leroy
  - Îles (3/5) : Paul Jewine Katrei (UICALO, grand-chef de Medu sur Maré), Gope Laguisse Iekawé (AACL), Fleury Trongadjo (AACL, chef de Ouassadieu sur Ouvéa)
- Entente (union de toute l'opposition de droite) : 13 élus (dont 5 UNR, 4 Rascal, 3 AICLF et 1 ex-UICALO) :
  - Sud (5/10) : Henri Lafleur (président du Rascal, sénateur RI), Georges Chatenay (président de l'UNR), Claude Parazols (Rascal), Thomas Hagen (UNR), M. Berge (Rascal)
  - Ouest (3/8) : René Hénin (UNR), Edmond Nékiriaï (AICLF), Marcel Bordes (Rascal, maire de Bourail)
  - Est (3/7) : Doui Matayo Wetta (président de l'AICLF, maire de Ponérihouen), Bernard Brou (UNR), Kiolet Néa Galet (AICLF, chef de Ouanache à Touho)
  - Îles (2/5) : Michel Kauma (ex-UICALO, chef de Banoutr et Ouloup sur Ouvéa), Henri Naisseline (UNR, grand-chef de Guahma sur Maré)

À la fin du mandat (2 juillet 1967) 28 sièges (2 vacants à la suite de décès non remplacés, les nouveaux venus sont indiqués en gras) :
Majorité UC : 15 sièges sur 28.
- UC : 15 élus (dont 5 UICALO et 3 AACL) et 2 vacants : 
  - Sud (4/10, 1 vacant depuis 1966) : Rock Pidjot (président du parti et l'UICALO, député PDM, chef de La Conception au Mont-Dore), Armand Ohlen (président de l'Assemblée territoriale, ancien Conseiller de la République IOM), Évenor de Greslan, Luc Chevalier
  - Ouest (5/8) : Gabriel Païta (UICALO), Georges Nagle (président de la commission permanente, maire de Poya), Lucien Allard (maire de Koné), Thène Fonguimoin Boahoumé-Arhou (AACL, a remplacé Gaston Belouma, démissionnaire en 1962), Henri Teambouéon (UICALO, a remplacé Maurice Lenormand, démissionnaire en 1964)
  - Est (4/7) : Michel Devillers (maire de Poindimié), Émile Wénou Néchero (UICALO, maire de Canala), Guy Leroy, Austien Dalap Touyada (UICALO, maire de Pouébo, a remplacé Théophile Wakolo Pouyé, élu au conseil de gouvernement en 1962)
  - Îles (2/5, 1 vacant depuis 1967) : Gope Laguisse Iekawé (AACL), Fleury Trongadjo (AACL, chef de Ouassadieu sur Ouvéa)
- Action calédonienne (AC) : 6 élus (les 3 AICLF, 2 ex-UNR et 1 ex-UICALO) :
  - Ouest (1/8) : Edmond Nékiriaï (ex-AICLF)
  - Est (3/7) : Doui Matayo Wetta (ex-président de l'AICLF, maire de Ponérihouen), Bernard Brou (ex-UNR), Kiolet Néa Galet (ex-AICLF, chef de Ouanache à Touho)
  - Îles (2/5) : Michel Kauma (ex-UICALO, chef de Banoutr et Ouloup sur Ouvéa), Henri Naisseline (ex-UNR, grand-chef de Guahma sur Maré)
- Rascal : 4 élus :
  - Sud (3/10) : Henri Lafleur (président du Rascal, sénateur RI), Claude Parazols, M. Berge
  - Ouest (1/8) : Marcel Bordes
- UNR : 3 élus :
  - Sud (2/10) : Georges Chatenay (président de l'UNR), Thomas Hagen
  - Ouest (1/8) : René Hénin

### Quatrième mandat(1967-1972)
Au début du mandat (18 juillet 1967) 35 sièges :
Majorité UC-CN : 24 sièges sur 35. 
- UC : 22 élus (dont 6 UICALO et 6 AACL) :
  - Sud (8/16) : Rock Pidjot (président du parti et l'UICALO, député PDM, chef de La Conception au Mont-Dore), Armand Ohlen (président sortant de l'Assemblée territoriale, ancien Conseiller de la République IOM), Évenor de Greslan, Max Frouin, Jean Lèques, Jean-Pierre Aïfa, Paul Griscelli, André Vacher
  - Ouest (5/7) : Georges Nagle (président sortant de la commission permanente, maire de Poya), Thène Fonguimoin Boahoumé-Arhou (AACL), Gabriel Païta (UICALO), Paul Napoarea (UICALO), André Bressler
  - Est (5/7) : Théophile Wakolo Pouyé (AACL), Émile Wénou Néchero (UICALO, maire de Canala), Roland Caron, Similien Nahiet (UICALO), Edmond Nebayes (AACL)
  - Îles (4/5) : Yann Céléné Uregeï (AACL), Jean Wanapo (AACL), Jean Caba (UICALO), Raof Jomessy (AACL)
- Entente (union de l'opposition de droite) : 10 élus (dont 4 Rascal, 3 UNR et 3 AC) :
  - Sud (5/16) : Henri Lafleur (président du Rascal, sénateur RI), Georges Chatenay (président de l'UNR), Édouard Pentecost (Rascal), René Hénin (UNR), Claude Parazols (Rascal)
  - Ouest (2/7) : Jean-Pierre Le Marrec (UNR), Roger Pêne (Rascal)
  - Est (2/7) : Kiolet Néa Galet (AC, chef de Ouanache à Touho), Paul Malignon (AC, maire de Houaïlou)
  - Îles (1/5) : Léonard Waneissi Jié (AC)
- Calédonie nouvelle (CN) : 2 élus (2/16 du Sud) : Alain Bernut, Gérald Rousseau
- Union des patentés et propriétaires fonciers (UPPF) : 1 élu (1/16 du Sud) : Roger Delaveuve

À la fin du mandat (9 juillet 1972) 35 sièges (les nouveaux venus sont indiqués en gras) :
Aucune majorité claire. 
- UC : 11 élus (dont 6 UICALO et 2 AACL) :
  - Sud (4/16) : Rock Pidjot (président du parti et l'UICALO, député PDM, chef de La Conception au Mont-Dore), Jean-Pierre Aïfa, Paul Griscelli, Charles Attiti (UICALO, grand-chef de Goro à Yaté, a remplacé André Vacher, élu au conseil de gouvernement en 1967)
  - Ouest (3/7) : Thène Fonguimoin Boahoumé-Arhou (AACL), Gabriel Païta (UICALO), Paul Napoarea (UICALO, maire de Koné)
  - Est (4/7) : Émile Wénou Néchero (UICALO, maire de Canala), Roland Caron, Similien Nahiet (UICALO), Edmond Nebayes (AACL)
- Mouvement libéral calédonien (MLC) : 7 élus (6 ex-UC et 1 ex-UD) : 
  - Sud (5/16) : Armand Ohlen (ancien Conseiller de la République IOM), Évenor de Greslan, Max Frouin, Jean Lèques (président de l'Assemblée territoriale), Claude Parazols (ex-UD)
  - Ouest (2/7) : Georges Nagle (président du MLC, maire de Poya), André Bressler
- Entente démocratique et sociale (EDS) : 6 élus (dont 3 ex-UD-AC, 2 ex-UD-Rascal et 1 ex-UPPF) : 
  - Sud (3/16) : Roger Delaveuve (ex-UPPF), Lionel Cherrier (ex-Rascal, a remplacé Henri Lafleur, démissionnaire en 1971), Michel Kauma (ex-AC, chef de Banoutr et Ouloup sur Ouvéa, a remplacé Édouard Pentecost, décédé en 1971)
  - Ouest (1/7) : Roger Pêne (ex-Rascal)
  - Est (1/7) : Kiolet Néa Galet (ex-AC, chef de Ouanache à Touho)
  - Îles (1/5) : Léonard Waneissi Jié (ex-AC)
- Union multiraciale (UMNC) : 5 élus ex-UC-AACL : 
  - Est (1/7) : Théophile Wakolo Pouyé
  - Îles (4/5) : Yann Céléné Uregeï (président de l'UMNC), Jean Wanapo, Raof Jomessy, Léonard Üne Kecine (a remplacé Jean Caba, décédé en 1970)
- UD : 4 élus :
  - Sud (2/16) : Georges Chatenay (président de l'UD), René Hénin (président de la commission permanente)
  - Ouest (1/7) : Jean-Pierre Le Marrec
  - Est (1/7) : Marcel Dubois (a remplacé Paul Malignon, démissionnaire en 1970)
- Mouvement populaire calédonien (MPC) : 2 élus ex-CN (2/16 du Sud) : Alain Bernut (président du MPC), Gérald Rousseau

### Cinquième mandat(1972-1977)
Au début du mandat (26 septembre 1972) 35 sièges :
Pas de majorité claire.
- UC : 12 élus (dont 8 UICALO) :
  - Sud (3/16) : Maurice Lenormand (ancien député), Rock Pidjot (président du parti et l'UICALO, député PDM, chef de La Conception au Mont-Dore), Paul Griscelli
  - Ouest (3/7) : Jean-Pierre Aïfa, Gabriel Païta (UICALO), Paul Napoarea (UICALO, maire de Koné)
  - Est (4/7) : Roland Caron, Similien Nahiet (UICALO), Eugène Ayawa (UICALO), Jean-Marie Chanéné (UICALO, chef d'Emma à Canala)
  - Îles (2/5) : Jean Caba (fils, UICALO), Jérôme Banukone (UICALO)
- Entente démocratique et sociale (EDS) : 7 élus : 
  - Sud (5/16) : Roger Laroque (maire de Nouméa), Lionel Cherrier, Michel Kauma (chef de Banoutr et Ouloup sur Ouvéa), Jacques Lafleur, Edmond Caillard
  - Ouest (1/7) : Roger Pêne
  - Est (1/7) : Kiolet Néa Galet (chef de Ouanache à Touho)
- MLC : 5 élus : 
  - Sud (4/16) : Jean Lèques (président sortant de l'Assemblée territoriale), Max Frouin, Claude Parazols, Freddy Gosse
  - Ouest (1/7) : Georges Nagle (président du MLC, maire de Poya)
- UMNC : 5 élus :
  - Ouest (1/7) : Edmond Nékiriaï
  - Est (1/7) : André Gopoea
  - Îles (3/5) : Yann Céléné Uregeï (président de l'UMNC), Willy Némia, Pierre Issamatro (chef de Nathalo sur Lifou)
- UD : 4 élus :
  - Sud (2/16) : Georges Chatenay (président de l'UD), Dick Ukeiwé
  - Ouest (1/7) : René Hénin (président sortant de la commission permanente)
  - Est (1/7) : Marcel Dubois
- MPC : 2 élus (2/16 du Sud) : Alain Bernut (président du MPC), Claude Fournier

À la fin du mandat (10 septembre 1977) 35 sièges (les nouveaux venus sont indiqués en gras) :
Pas de majorité claire.
- Rassemblement pour la Calédonie (RPC) : 10 élus (les 7 ex-EDS, 2 ex-UD et 1 ex-UMNC) :  
  - Sud (7/16) : Roger Laroque (président du RPC, ex-EDS, maire de Nouméa), Michel Kauma (ex-EDS, chef de Banoutr et Ouloup sur Ouvéa), Edmond Caillard (ex-EDS), Dick Ukeiwé (ex-UD), Petelo Manuofiua (ex-EDS, a remplacé Jacques Lafleur, élu au conseil de gouvernement en 1972), Joseph Tidjine (ex-UD, a remplacé Georges Chatenay, démissionnaire en 1974), Luc Chevalier (ex-EDS, a remplacé Lionel Cherrier, démissionnaire en 1975)
  - Ouest (1/7) : Roger Pêne (ex-EDS)
  - Est (1/7) : Auguste Parawi-Reybas (ex-EDS, a remplacé Kiolet Néa Galet, démissionnaire en 1973)
  - Îles (1/5) : Willy Némia (ex-UMNC)
- UC : 7 élus :
  - Sud (2/16) : Maurice Lenormand (ancien député), Rock Pidjot (président du parti, président de l'Assemblée territoriale, député RDS, chef de La Conception au Mont-Dore)
  - Ouest (2/7) : Gabriel Païta (président de la commission permanente), Paul Napoarea (maire de Koné)
  - Est (1/7) : Jean-Marie Chanéné (UICALO, chef d'Emma à Canala)
  - Îles (2/5) : Jean Caba (fils, UICALO), Jérôme Banukone (UICALO)
- MLC : 5 élus : 
  - Sud (4/16) : Jean Lèques, Max Frouin, Poï Joseph Halahigano (a remplacé Claude Parazols, élu au conseil de gouvernement en 1972), Évenor de Greslan (a remplacé Freddy Gosse, démissionnaire en 1974)
  - Ouest (1/7) : Georges Nagle (président du MLC)
- Union de Nouvelle-Calédonie (UNC) : 4 élus ex-UC :
  - Sud (1/16) : Paul Griscelli
  - Ouest (1/7) : Jean-Pierre Aïfa (maire de Bourail)
  - Est (2/7) : Roland Caron, Similien Nahiet
- Front populaire calédonien (FPC) : 2 élus (1 ex-UC et 1 ex-UMNC) : 
  - Est (1/7) : Eugène Ayawa (UICALO)
  - Îles (1/5) : Pierre Issamatro (chef de Nathalo sur Lifou)
- Union progressiste multiraciale (UPM) : 2 élus ex-UMNC :
  - Ouest (1/7) : Edmond Nékiriaï
  - Est (1/7) : André Gopoea
- Front uni de libération kanak (FULK) : 1 élu ex-UMNC (1/5 des Îles) : Yann Céléné Uregeï
- UD : 2 élus : 
  - Ouest (1/7) : Gaston Morlet (président de l'UD, a remplacé René Hénin, nommé conseiller technique aux DOM/TOM en 1976)
  - Est (1/7) : Marcel Dubois
- Parti socialiste calédonien (PSC) : 2 élus ex-MPC (2/16 du Sud) : Alain Bernut (président du PSC), Claude Fournier

### Sixième mandat(1977-1979)
Au début du mandat (27 septembre 1977) 35 sièges
Majorité anti-indépendantiste RPC-MLC-UNC-URC-ETE-UD : 19 sièges sur 35 :
- RPC : 12 élus :
  - Sud (7/16) : Roger Laroque (président du RPC, maire de Nouméa), Pierre Frogier, Jacques Bouttin, Marie-Paule Serve, Jacques Mouren, Petelo Manuofiua, Victorin Boewa
  - Ouest (2/7) : Jean Delouvrier (maire de Poya), Joseph Tidjine
  - Est (2/7) : Auguste Parawi-Reybas, Yves de Villelongue
  - Îles (1/5) : Dick Ukeiwé
- UC : 9 élus :
  - Sud (2/16) : Rock Pidjot (président du parti, président sortant de l'Assemblée territoriale, député RDS, chef de La Conception au Mont-Dore), Pierre Declercq
  - Ouest (3/7) : François Burck, Maurice Lenormand (ancien député), Gabriel Païta (président sortant de la commission permanente)
  - Est (2/7) : Jean-Marie Tjibaou (maire de Hienghène), Éloi Machoro
  - Îles (2/5) : Édouard Wapaé, Yeiwéné Yeiwéné
- PSC : 3 élus (3/16 du Sud) : Alain Bernut (président du PSC), Claude Fournier, Jacques Violette
- MLC : 2 élus (2/16 du Sud) : Jean Lèques, Max Frouin
- UNC : 2 élus : 
  - Ouest (1/7) : Jean-Pierre Aïfa (président d'UNC, maire de Bourail)
  - Est (1/7) : Stanley Camerlynck
- Parti de libération kanak (Palika) : 2 élus :
  - Est (1/7) : Daniel Poigoune
  - Îles (1/5) : Nidoïsh Naisseline (dirigeant du Palika, grand-chef de Guahma sur Maré)
- Union pour la renaissance de la Calédonie (URC) : 1 élue (1/16 du Sud) : Edwige Antier-Lagarde
- Entente toutes ethnies (ETE) : 1 élu (1/16 du Sud) : Raymond Mura (président d'ETE)
- UD : 1 élu (1/7 de l'Ouest) : Gaston Morlet
- UPM : 1 élu (1/7 dans l'Est) : André Gopoea
- FULK : 1 élu (1/5 ans les Îles) : Yann Céléné Uregeï (président du FULK)

À la dissolution (1er juillet 1979) : 35 sièges (les nouveaux venus sont indiqués en gras)
Pas de majorité claire.
- Rassemblement pour la Calédonie dans la République (RPCR) : 14 (les 12 ex-RPC, les 2 MLC) :
  - Sud (9/16) : Roger Laroque (ex-RPC, maire de Nouméa), Jacques Bouttin (ex-RPC), Marie-Paule Serve (ex-RPC), Jacques Mouren (ex-RPC), Petelo Manuofiua (ex-RPC), Victorin Boewa (ex-RPC), Jean Lèques (ex-MLC), Max Frouin (ex-MLC, président de la commission permanente), Georges Faure (ex-RPC, a remplacé Pierre Frogier, élu au conseil de gouvernement en 1978)
  - Ouest (2/7) : Jean Delouvrier (ex-RPC, maire de Poya), Joseph Tidjine (ex-RPC)
  - Est (2/7) : Auguste Parawi-Reybas (ex-RPC), Yves de Villelongue (ex-RPC)
  - Îles (1/5) : Dick Ukeiwé (ex-RPC)
- Front indépendantiste (FI) : coalition de 14 élus (dont les 9 UC, les 2 Palika, 1 UPM, 1 FULK et 1 PSC) :
  - Sud (3/16) : Rock Pidjot (président de l'UC, député non inscrit de la 1re circonscription, chef de La Conception au Mont-Dore), Pierre Declercq (secrétaire général de l'UC), Jacques Violette (président du PSC)
  - Ouest (3/7) : François Burck (UC), Gabriel Païta (UC), Paul Napoarea (UC, maire de Koné, a remplacé Maurice Lenormand, élu vice-président du conseil de gouvernement en 1978)
  - Est (4/7) : Jean-Marie Tjibaou (président du FI, vice-président de l'UC, maire de Hienghène), Éloi Machoro (UC), Daniel Poigoune (Palika), André Gopoea (UPM)
  - Îles (4/5) : Édouard Wapaé (UC), Yeiwéné Yeiwéné (UC), Nidoïsh Naisseline (dirigeant du Palika, grand-chef de Guahma sur Maré), Yann Céléné Uregeï (président du FULK)
- Fédération pour une nouvelle société calédonienne (FNSC) : 3 élus (dont les 2 ex-UNC et 1 ex-UD) :
  - Ouest (2/7) : Jean-Pierre Aïfa (président de la FNSC, ex-UNC, président de l'Assemblée territoriale, maire de Bourail), Gaston Morlet (ex-UD)
  - Est (1/7) : Stanley Camerlynck (ex-UNC)
- UDF : 2 élus (2/16 du Sud, dont 1 ex-URC et 1 ex-ETE) : Edwige Antier-Lagarde (ex-URC), Raymond Mura (ex-ETE)
- Mouvement socialiste calédonien (MSC, allié au RPCR) : 1 élu ex-PSC (1/16 du Sud) : Alain Bernut (président du MSC)
- Fédération socialiste calédonienne (FSC) : 1 élu ex-PSC (1/16 du Sud) : Claude Fournier

### Septième mandat(1979-1984)
Au début du mandat (4 juillet 1979) 36 sièges
Majorité anti-indépendantiste RPCR-FNSC : 22 sièges sur 36.
- RPCR : 15 élus :
  - Sud (10/17) : Roger Laroque (maire de Nouméa), Jacques Lafleur (président du RPCR, député RPR de la 2e circonscription, démissionnaire le jour même), Jean Lèques, André Caillard, René de Saint-Quentin, Marie-Paule Serve, Petelo Manuofiua, Jacques Mouren, Max Frouin (président sortant de la commission permanente), Georges Faure
  - Ouest (2/7) : Justin Guillemard, Jean Delouvrier (maire de Poya)
  - Est (2/7) : Auguste Parawi-Reybas, Yves de Villelongue
  - Îles (1/5) : Dick Ukeiwé
- FI : 14 élus (dont 9 UC, 2 Palika, 1 UPM, 1 FULK et 1 PSC) :
  - Sud (2/17) : Rock Pidjot (président de l'UC, député non inscrit de la 1re circonscription, démissionnaire le jour même), Jacques Violette (président du PSC)
  - Ouest (3/7) : Gabriel Païta (UC), Maurice Lenormand (UC, vice-président sortant du conseil de gouvernement, ancien député), Paul Napoarea (UC, maire de Koné)
  - Est (5/7) : Jean-Marie Tjibaou (président du FI, vice-président de l'UC, maire de Hienghène), André Gopoea (UPM), François Burck (UC), Francis Poadouy (Palika, maire de Poindimié), Éloi Machoro (UC)
  - Îles (4/5) : Yann Céléné Uregeï (président du FULK), Yeiwéné Yeiwéné (UC), Nidoïsh Naisseline (dirigeant du Palika, grand-chef de Guahma sur Maré), Édouard Wapaé (UC)
- FNSC : 7 élus : 
  - Sud (5/17) : Lionel Cherrier (Sénateur RI), Stanley Camerlynck, Gérald Meyer, Christian Boissery, Melito Finau
  - Ouest (2/7) : Jean-Pierre Aïfa (président de la FNSC, président sortant de l'Assemblée territoriale, maire de Bourail), Gaston Morlet

À la fin du mandat (6 septembre 1984) 36 sièges (les nouveaux venus sont indiqués en gras)
Majorité FI-FNSC : 21 sièges sur 36. 
- FI : 14 élus (dont 8 UC, 2 PSC, 2 ex-Palika devenus Libération kanak socialiste LKS, 1 UPM e 1 FULK) :
  - Sud (2/17) : Jacques Violette (président du PSC), Jean Aucher (PSC, a remplacé Pierre Declercq, assassiné en 1981 et qui lui-même avait remplacé le député Rock Pidjot à la suite de sa démission en 1979)
  - Ouest (3/7) : Gabriel Païta (UC, président de la commission permanente), Maurice Lenormand (UC, vice-président sortant du conseil de gouvernement, ancien député), Paul Napoarea (UC, maire de Koné)
  - Est (5/7) : François Burck (UC), Francis Poadouy (LKS, maire de Poindimié), Éloi Machoro (UC), Cidopua Aramoto (UC, a remplacé Jean-Marie Tjibaou, élu vice-président du conseil de gouvernement en 1982), Chénépa Boéwé (UPM, a remplacé André Gopoea, élu au conseil de gouvernement en 1982)
  - Îles (4/5) : Yann Céléné Uregeï (président du FULK), Yeiwéné Yeiwéné (UC), Nidoïsh Naisseline (dirigeant du LKS, grand-chef de Guahma sur Maré), Édouard Wapaé (UC, maire de Lifou)
- RPCR : 14 élus :
  - Sud (10/17) : Roger Laroque (maire de Nouméa), Jean Lèques, René de Saint-Quentin, Marie-Paule Serve, Petelo Manuofiua, Jacques Mouren, Max Frouin (président sortant de la commission permanente), Georges Faure, Roger Delaveuve (a remplacé le député Jacques Lafleur, démissionnaire en 1979), Victorin Boewa (maire du Mont-Dore, a remplacé André Caillard, nommé conseiller économique et social en 1979)
  - Ouest (1/7) : Jean Delouvrier
  - Est (2/7) : Auguste Parawi-Reybas, Yves de Villelongue
  - Îles (1/5) : Simijane Yeiwie (a remplacé le sénateur Dick Ukeiwé, élu vice-président du conseil de gouvernement en 1979 puis démissionnaire en 1983)
- FNSC : 7 élus : 
  - Sud (5/17) : Christian Boissery, Melito Finau, Françoise Laubreaux (a remplacé Stanley Camerlynck, élu au conseil de gouvernement en 1979 puis en 1982), François Kaué Qénégeï (a remplacé Yves Lefèvre, démissionnaire en 1979 qui lui-même remplaçait le sénateur Lionel Cherrier qui avait abandonné son siège quelques jours plus tôt), Alain Sarotte (a remplacé Gérald Meyer, démissionnaire en 1983)
  - Ouest (2/7) : Jean-Pierre Aïfa (président de la FNSC, président de l'Assemblée territoriale, maire de Bourail), André Kouidou Foawy (a remplacé Gaston Morlet, élu au conseil de gouvernement en 1981 puis en 1982)
- Front calédonien (FC) : 1 élu ex-RPCR (1/7 dans l'Ouest) : Justin Guillemard (président du FC)

### Huitième et dernière mandat(1984-1985)
Au début du mandat (22 novembre 1984) 42 sièges
Majorité RPCR : 34 sièges sur 42. 
- RPCR : 34 élus :
  - Sud (17/17) : Jacques Lafleur (président du RPCR, député RPR de la 2e circonscription), Jean Lèques, Harold Martin, Albert Etuvé, Max Frouin, Jean-Claude Briault, Georges Faure, Victorin Boewa (maire du Mont-Dore), Françoise Chaverot, Daniel Laborde, Henri Leleu, Atélémo Taofifenua, Philippa Ma-Moon, Claude Lemaître, Justin Guillemard (ex-FC), Patrice Muller, Wassissi Kapua
  - Ouest (8/9) : Dick Ukeiwé (sénateur RPR), Robert Frouin, Sosimo Malalua, Robert Saggio, Jean Guindon, Michaël Meunier-Malignon, Joseph Apou Thidjite, Naco Voudjo
  - Est (6/9) : Auguste Parawi-Reybas, Maurice Nénou, Henri Wetta, Jules Ate, Jacques Mainguet, Félix Belle
  - Îles (3/7) : Robert Naxue Paouta, Ferdinand Goïne Wamo, Simijane Yeiwie
- LKS : 6 élus :
  - Est (2/9) : Francis Poadouy (maire de Poindimié), Mathias Néchero
  - Îles (4/7) : Nidoïsh Naisseline (dirigeant du LKS, grand-chef de Guahma sur Maré), Basile Citré, Jacques Lalié, William Trongadjo
- FN : 1 élu (1/9 dans l'Est) : Roger Galliot (président de la fédération locale du FN, maire de Thio)
- Union pour la liberté dans l'ordre (ULO, alliance entre la FNSC et des dissidents de l'UC comme Gabriel Païta) : 1 élu (1/9 dans l'Ouest) : Jean-Pierre Aïfa (président de la FNSC, président sortant de l'Assemblée territoriale, maire de Bourail)

À la fin du mandat (28 septembre 1985) 40 sièges et 2 vacants (les nouveaux venus sont indiqués en gras)
Majorité RPCR : 34 sièges sur 40. 
- RPCR : 34 élus :
  - Sud (17/17) : Jacques Lafleur (président du RPCR, député RPR de la 2e circonscription), Jean Lèques (président de l'Assemblée territoriale), Harold Martin, Albert Etuvé (président de la commission permanente), Max Frouin, Jean-Claude Briault, Victorin Boewa (maire du Mont-Dore), Françoise Chaverot, Daniel Laborde, Henri Leleu, Atélémo Taofifenua, Philippa Ma-Moon, Claude Lemaître, Justin Guillemard (ex-FC), Patrice Muller, Wassissi Kapua, Augustin Falaeo (a remplacé Georges Faure, démissionnaire en 1985)
  - Ouest (8/9) : Robert Frouin, Sosimo Malalua, Robert Saggio, Jean Guindon, Michaël Meunier-Malignon, Joseph Apou Thidjite, Naco Voudjo, Georges Guillermet (a remplacé le sénateur Dick Ukeiwé, élu président du gouvernement en 1984)
  - Est (6/9) : Auguste Parawi-Reybas, Maurice Nénou, Henri Wetta, Jules Ate, Jacques Mainguet, Félix Belle
  - Îles (3/7) : Robert Naxue Paouta, Simijane Yeiwie, Simon Loueckhote (a remplacé Ferdinand Goïne Wamo, nommé ministre en 1984)
- LKS : 4 élus et 2 vacants :
  - Est (2/9) : Francis Poadouy (maire de Poindimié), Mathias Néchero
  - Îles (2/7 et 2 vacants) : Nidoïsh Naisseline (dirigeant du LKS, grand-chef de Guahma sur Maré), Xuma Xuma (a remplacé William Trongadjo, démissionnaire en 1985)
- FN : 1 élu (1/9 dans l'Est) : François Néoeré (a remplacé Roger Galliot, démissionnaire en 1985)
- Organisation politique d'alliances d'Opao (OPAO, a remplacé l'ULO comme alliance entre la FNSC de Jean-Pierre Aïfa et le Parti fédéral kanak d'Opao PFK de Gabriel Païta) : 1 élu (1/9 dans l'Ouest) : Gabriel Païta (président du PFK, a remplacé Jean-Pierre Aïfa, démissionnaire en 1985)